# バックカントリー
バックカントリー（英語: backcountry）とは、山野のうち、アクセス道路、駐車場、トイレ、あるいは水道・電気・ガスなどの所謂ライフラインが無い様な、レジャー用に整備された区域外のエリアを指す用語である。後述の通り略称としてバックカントリースキーやバックカントリースノーボードなどのバックカントリーにおける野外活動をさす場合もある。

## 概説
対義語は「フロントカントリー」。フロントカントリーとバックカントリーの中間をサイドカントリーと呼ぶこともある。サイドカントリーの分類は、場所によりバックカントリーの一部と考える場合と、バックカントリーとフロントカントリーの中間地点という分類がある。
手付かずの自然が残っているエリアを指す場合も多く、農林業などレジャー以外の目的での整備が行われている場合はレジャー整備エリアとは管理ルールが異なる。キャンプ地やスキーの滑走場所ではないので規制は少ないが、遭難、森林窃盗防止や環境保護の為、バックカントリーへの入場を法的に制限・禁止にしている場合も少なからずある。
バックカントリーでのスキー、スノーボード、キャンプはそれぞれ、バックカントリースキー、バックカントリースノーボード、バックカントリーキャンプと呼ばれ、「バックカントリー」はこれらの略語としても用いられる。
レジャー用に整備された区域での装備と異なる物も必要である等から、専門の用具なども販売されている。
バックカントリースキーとは競技としてではなく、自然と触れ合うことを重視したスキーのことで、整備されたスキー場でなく、自然の森や林の中を滑るという意味である。
日本で有名なのはスキー場ではないが冬の富士山滑降である。海外でも有名な山脈から滑降し、それをヘリ撮影するようなものもみられ、映像投稿サイトの盛り上がりと共に映像発表は増えている。

## 安全対策
スキー場によっては、バックカントリースキーのためにスキー場管理区域外に出られるゲートを設けているところもある。バックカントリーでは事故の危険性も高くなるが、専用ゲートを設置して入山地点を限定することで、下山ルートも絞り込むことができ、遭難の際の迅速な救助につなげるという役目もある。

## 危険性
レジャー施設によるパトロールや救急体制は望めず、食事、宿泊施設等は無く、事故が発生した場合は、自力で解決するか、行政の救急サービスに直接連絡する必要がある。
整地されていない為、スキーやスノーボードなどでは、見えない起伏、岩、木の根などに気づかず転倒してしまう場合もある。滑る速度がコントロールできなくなり立ち木に衝突する例もある。2016年2月にはニセコアンヌプリで日本人男性が立ち木に衝突して死亡する事故が発生している。
雪崩が発生することもあり、単独で滑走している場合はもちろん、複数人が同時に滑走している場合には捜索が難しくなる。
知識や装備が不十分なままバックカントリーへ入山する客も多い。遭難した場合には低体温症など深刻な状況に陥ることもあり、環境条件が悪ければ板が外れるなどのわずかのミスで死に直結する可能性がある事を留意しなければならない。
スイスでは2000年代以降、雪崩による死者数は年間平均23人となっており、そのほとんどがバックカントリーでスキーやスノーボードをしていた者となっている。

## 注意喚起
近年、日本では遭難者も増加し山岳救助の対象として各自治体が注意喚起している。
日本雪崩ネットワークでは、「ロープの向こう側」と銘打ったポスターを作成し、スキー場の施設内などで掲示する事で、バックカントリーに関する注意喚起を行っている。

## 救助方法
日本における基本的な流れとしては、はじめに公的機関が行い、その後、民間救助業者～有償ボランティアが行う。但し、当初より民間救助業者が入ったり、地理に明るい地元の者が入る事もある。

## 救助に関する問題点

### 遭難者および家族等への金銭的負担
日本においては公的機関のみの捜索、例えば公共の救助ヘリは無料であったが、埼玉県は2018年1月1日より県内の一部の山岳地域において、飛行時間5分につき5000円を徴収する事になった。他の都道府県は2023年3月時点で無料であるが、山岳遭難多発(安易な救助要請も含む)及び受益者負担、財政難といった理由から特に救助ヘリの使用に関してはその複数が有料化を検討している。
日本において民間の救助を要請した場合、日本で唯一の山岳遭難対策制度を運営しているjRO（日本山岳救助機構合同会社）によれば、同社補填金を超える場合もあるとの事である。
海外において、アメリカでは救助・救急に関しては有料である(例外あり)。

### 二次災害
遭難救助が専門職のみによって行われるならばよいが、実際には地理に明るいとして地元民、日本においては消防団などが借り出される事が有り、二次災害が懸念される。現状の日本おいて、バック・カントリーの難度によってではあるが自己責任で行うでは済まされない状態にある。

## その他
特に日本においてはマスコミが事故、遭難現場を、例えばスキー場コース外なのか、法的な立入禁止区域なのかを正確に伝えず、その場をバックカントリーと言う言葉で表現、結果として同地入場者が単なる無法者と勘違いされる事が多々ある。